# La Prensa (Argentina)
La Prensa è uno storico quotidiano argentino fondato a Buenos Aires nel 1869.

## Storia

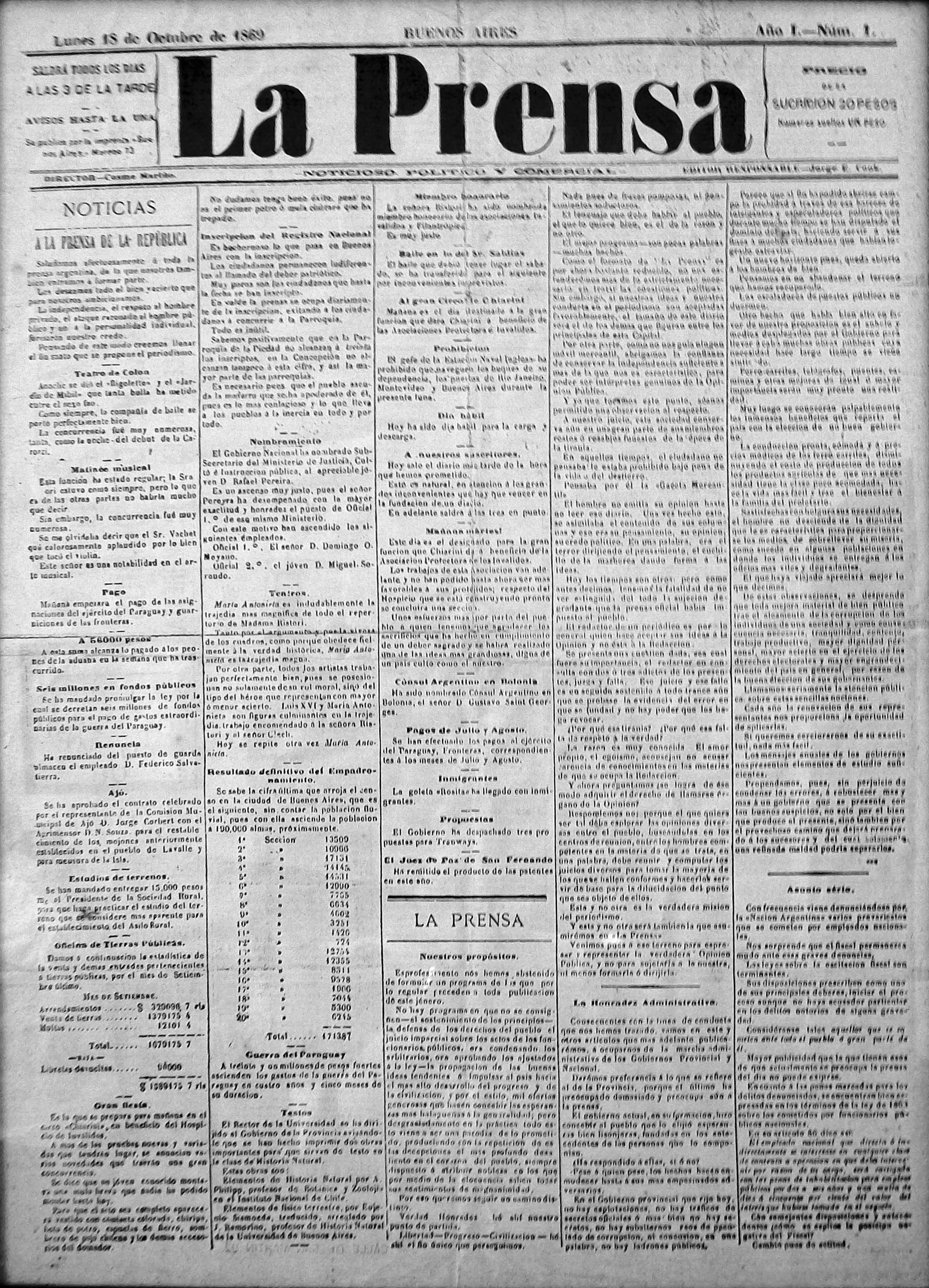
Il primo numero de La Presa.

La Prensa fu fondata il 18 ottobre 1869 da José C. Paz, giornalista, politico e latifondista locale. Il giornale ha sempre fatto da megafono all'influente famiglia Gainza Paz, vicina al Partito Autonomista Nazionale del presidente Julio Argentino Roca.
Dopo l'introduzione della legge Sáenz Peña del 1912 che introduceva il suffragio universale maschile e segreto, La Prensa, su posizioni liberali e conservatori, iniziò a contrapporsi ai governi, ai partiti ed ai movimenti a larga base popolare come l'Unione Civica Radicale ed il peronismo. Fu proprio questo giornale a coniare per i seguaci di Juan Domingo Perón il termine, inizialmente dispregiativo, di descamisados. Negli anni del governo peronista La Prensa iniziò un lento declino dovuto sia alla pressione esercitata dagli apparati governativi sia alla nascita di nuovi e dinamici concorrenti come il Clarín. Nel 1951 il governo chiuse il giornale e ne vendette la proprietà alla Confederazione Generale del Lavoro. Cinque anni più tardi, dopo il rovesciamento di Perón, La Prensa tornò nelle mani della famiglia Gainza Paz.
Nel 1988 la storica sede di Avenida de Mayo fu venduta alla città di Buenos Aires che ha fatto un centro culturale.